# Hans Bernhardt
Hans Bernhardt (nascido em 28 de janeiro de 1906 — 29 de novembro de 1940) foi um ciclista alemão, que nos Jogos Olímpicos de Amsterdã 1928, conquistou a medalha de bronze na prova do tandem, fazendo par com Karl Köther.
Bernhardt, membro da Wehrmacht, foi morto durante a Segunda Guerra Mundial, nos Países Baixos.